# Cirrospilus tineivora
Cirrospilus tineivora är en stekelart som beskrevs av Jean Risbec 1951. Cirrospilus tineivora ingår i släktet Cirrospilus och familjen finglanssteklar.
Artens utbredningsområde är Senegal. Inga underarter finns listade i Catalogue of Life.